# Slät dyngbagge
Slät dyngbagge (Aphodius erraticus) är en skalbaggsart som först beskrevs av Carl von Linné 1758.  Slät dyngbagge ingår i släktet Aphodius, och familjen bladhorningar. Arten är reproducerande i Sverige.

## Bildgalleri

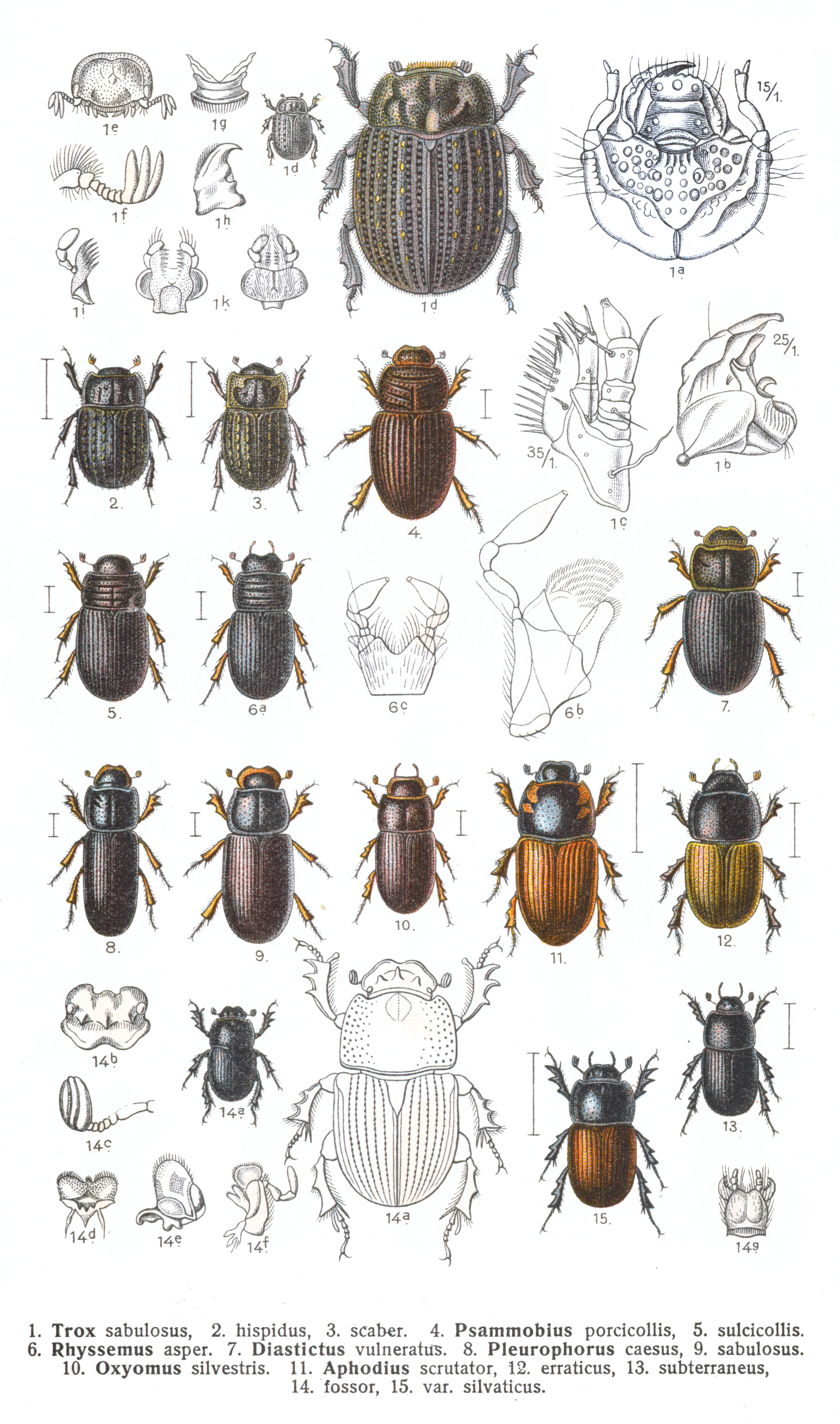